# ドメーヌ・タカヒコ
ドメーヌ・タカヒコ（ドメーヌ・タカヒコ、英称:Domaine Takahiko）は、北海道余市郡余市町にあるワインメーカーである。

## 概要
ドメーヌ・タカヒコは、2010年（平成22年）に、長野県の「小布施ワイナリー」の二男の曽我貴彦によって設立された。曽我貴彦は、東京農業大学で醸造学を学んだ後、大学に勤めながら微生物研究の学者の道へと進んだ。しかし、ワインの魅力が忘れられず、「ココ・ファーム・ワイナリー」の農場長として10年間を務めた。その間、日本のワイン産地はもとより、世界中のワイン産地を訪れてそして学んだ。その学んだ中でも、ジュラのオベルノワのワインに感銘を受け、ピノ・ノワールによるワイン造りを目指すことになった。北海道余市郡余市町で4.5ヘクタールの農地を購入し、「ドメーヌ・タカヒコ」を設立した。
ドメーヌ・タカヒコの葡萄農場は、余市町登地区の丘の上、標高60ｍの所にあり、安山岩または火砕岩の母岩の上に、風化した礫、砂、粘土が混在した水はけの良い場所にある。 余市は、暖かい海水の影響を受けることから、北海道の中でも一年を通じて比較的温暖で、降水量も少ない場所である。海が近いため塩害の心配があると思われがちだが、岬や山に囲まれた地形なため心配はない。また、羊蹄山麓から吹いてくる乾いた風のため、病害などが発生しにくい恵まれた気候条件でもある。 
ワイナリーの特徴としては、葡萄農場にはピノ・ノワール（約9000本）が植えられており、現在は13系統のピノ・ノワールを栽培、全て有機栽培にて栽培している。水捌けの良い火山性土壌と、適度に雨が降る風土で育ったピノ・ノワールで、暖かいエリアでなく涼しい気候エリアでのピノ・ノワールに拘っていることである。醸造は葡萄をタンクに直接入れ、自然の発酵が起こるのを待つ、野生酵母、完全全房発酵で、2015年ヴィンテージ゛より赤ワインにおいては亜硫酸を使用していない。醸造の基本的な考えは、自然にまかせた発酵を行うこと、発酵が終わったらプレスを行った後、そのままワインを樽へ移す。
長野県小布施町でワイン造りをする「小布施ワイナリー」は、曽我貴彦の兄、曽我彰彦が継承しており、日本ワイナリーアワード（Japan Winery Award））」主催の「第1回 日本ワイナリーアワード 2018年」に於いて五つ星獲得を達成した、ドメーヌ・タカヒコとの兄弟での獲得であった。

## 沿革
- 年月不詳 - 小布施ワイナリーの二男に生まれる
- 年月不詳 - 東京農業大学で醸造学を学ぶ
- 年月不詳 - ココ・ファーム・ワイナリーの農場長を10年間務める
- 年月不詳 - 北海道余市郡余市町で4.5ヘクタールの農地を購入
- 2010年（平成22年） - 曽我貴彦によって「ドメーヌ・タカヒコ」設立
- 2023年（令和5年）4月14日 - G7広島サミットの歓迎会で「ピノ・ノワール2021」が提供された[6]

## 店舗情報
- 所在地 - 北海道余市郡余市町登町1395
- 代表者 - 曽我貴彦
- 年間生産量 - 約1.5万本（国産比率100％）
- ぶどう畑 - 自社畑（ヨーロッパ式垣根仕立て） 約4.5ヘクタール[2]

## 利用情報
- 休日・営業時間 - 農場の見学は事前の連絡が必要
- 試飲ルーム・ショップ - 試飲と直売は行っていない
- レストラン・ワイン販売 - 「余市 SAGURA（さぐら）」（ドメーヌ・タカヒコより徒歩約5分、宿泊可）[2]

## 受賞歴
「日本ワイナリーアワード（Japan Winery Award）」
- 「第１回 日本ワイナリーアワード 2018」 - 五つ星獲得[7]
- 「第２回 日本ワイナリーアワード 2019」 - 五つ星獲得[8]
- 「第３回 日本ワイナリーアワード 2020」 - 五つ星獲得[9]
- 「第４回 日本ワイナリーアワード 2021」 - 五つ星獲得[10]
- 「第５回 日本ワイナリーアワード 2022」 - 五つ星獲得[11]
- 「第６回 日本ワイナリーアワード 2023」 - 五つ星獲得[12]

## 交通アクセス
- 鉄道 - JR北海道函館本線 余市駅よりタクシー利用約13分
- バス - 小樽駅より余市駅行 - 大浜中停留所（鶴亀温泉）下車、タクシー利用約７分
- 乗用車 - 余市町立登小学校を目指 - 登神社より200m[2]